# Національний музей образотворчого мистецтва (Аргентина)
Національний музей образотворчого мистецтва (MNBA) — аргентинський мистецький музей у Буенос-Айресі, розташований у районі Реколета. У 2004 році музей відкрив свою філію у місті Неукен.

## Історія
Першим директором MNBA був аргентинський художник і критик Едуардо Шіаффіно. Музей відкрився 25 грудня 1896 року в будівлі на вулиці Флориди, в якій нині розміщується торговельний центр Galerías Pacífico. У 1909 році музей переїхав до будівлі на площі Сан-Мартіна, яка первинно зводилась як аргентинський павільйон на Паризькій виставці 1889 року, а потім була демонтована та перевезена до Буенос-Айреса. У своєму новому домі музей став частиною Міжнародної виставки століття, яка проводилась у Буенос-Айресі в 1910 році. Після знесення павільйону у 1932 році в рамках реконструкції площі Сан-Мартіна музей було перенесено до його нинішнього місцезнаходження у 1933 році. Ця будівля була зведена у 1870 році та реконструйована для сучасного використання архітектором Алехандро Бустільйо.
У 1955—1964 роках, за часів директора Хорхе Ромеро Бреста, музей було модернізовано як зовні, так і його колекцію. У 1961 році було відкрито тимчасовий павільйон, музей придбав багато творів сучасного мистецтва. Сучасний Аргентинський мистецький павільйон було відкрито пізніше, вже у 1980 році. Це приміщення має загальну площу 1536 квадратних метрів і є найбільшим з усіх 34 приміщень музею, загальна площа виставкових зал якого становить 4610 квадратних метрів. Постійна експозиція музею налічує 688 основних праць та понад 12 000 нарисів, фрагментів, гончарних виробів та інших дрібних робіт. Філія музею в місті Неукен, відкрита у 2004 році, має 4 виставкові зали загальною площею 2500 квадратних метрів, у яких розміщується постійна експозиція, що налічує 215 праць, а також тимчасові виставки.
На першому поверсі музею розміщено 24 зали, де виставляються міжнародні колекції живопису від середньовіччя до 20 століття, а також розташована бібліотека історії музейного мистецтва. У залах другого поверху виставлено праці найвидатніших аргентинських художників 20 століття, серед яких Антоніо Берні, Ернесто де ла Каркова, Беніто Кінкела Мартін, Едуардо Сіворі, Альфредо Гуттьєро, Ракель Форнер, Хул Солар та Ліно Енеа Спілімберго. На третьому поверсі розміщено дві експозиції, зібраних у 1984 році, виставку фото і дві скульптурні тераси, а також більшість адміністративних і технічних приміщень.

## Колекції (Буенос-Айрес)
Аргентинські митці

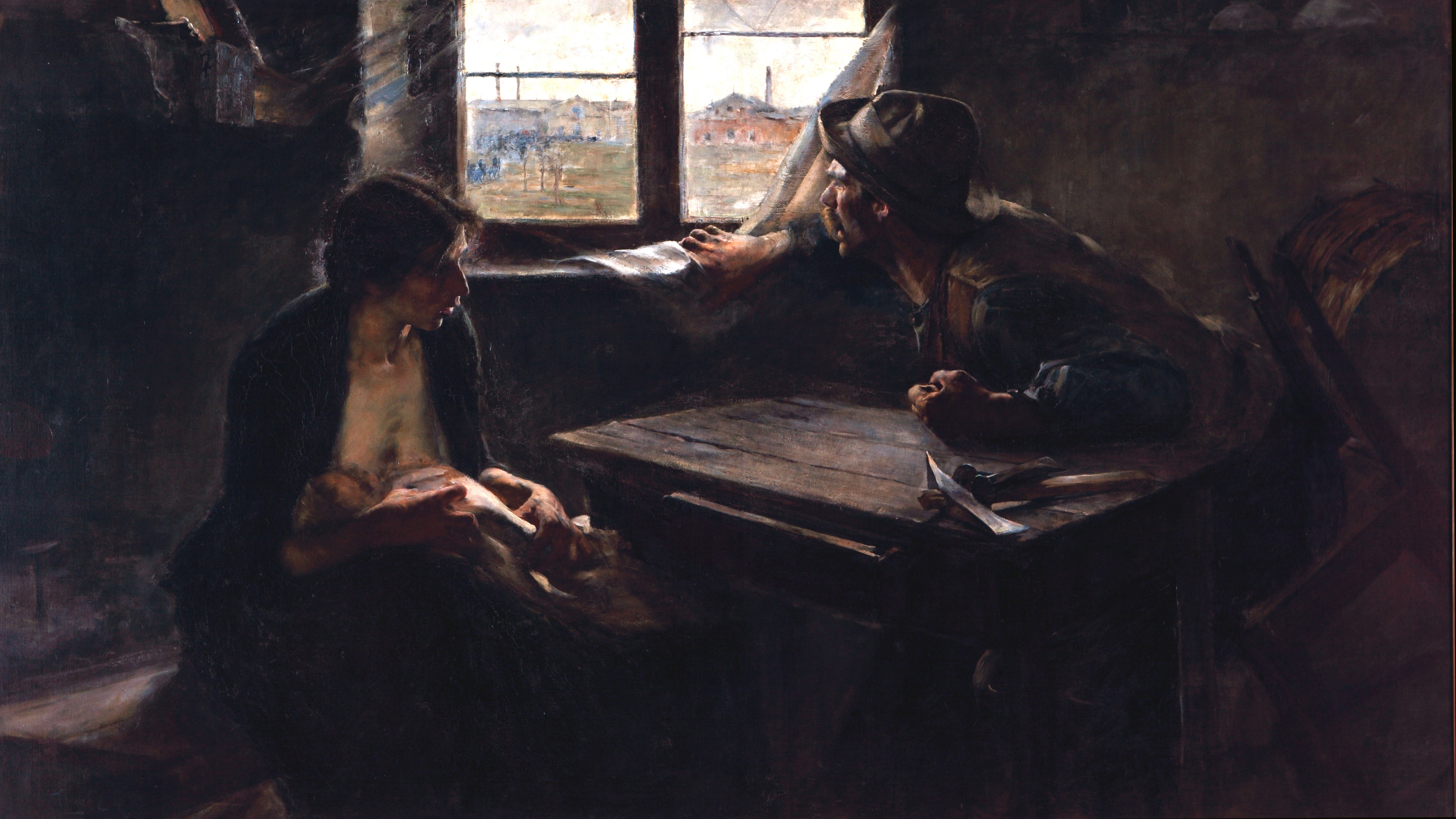
Без хліба й роботи, 1893 Ернесто де ла Каркова
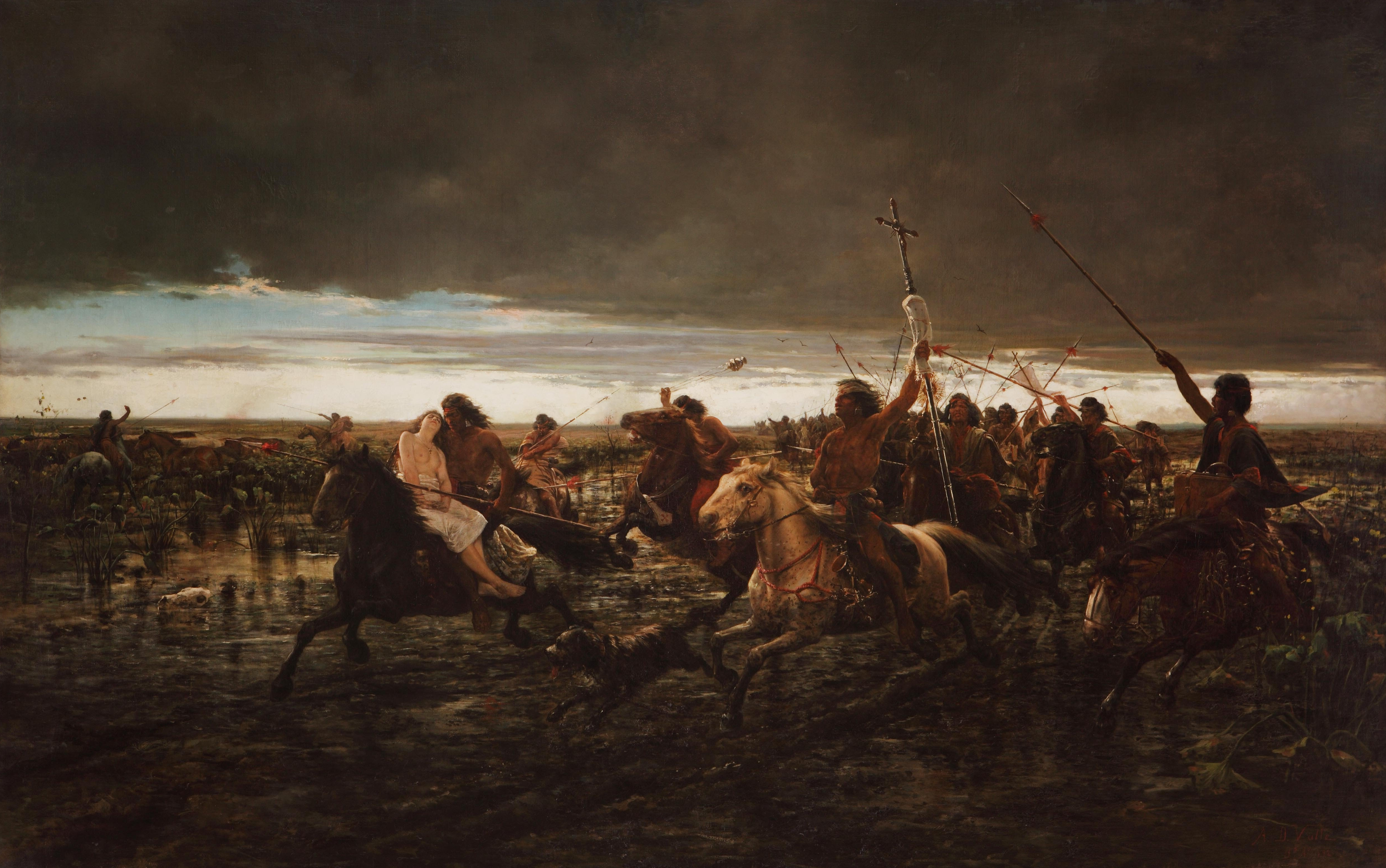
Повернення Рейдера, 1892 Анхель Делла Валле
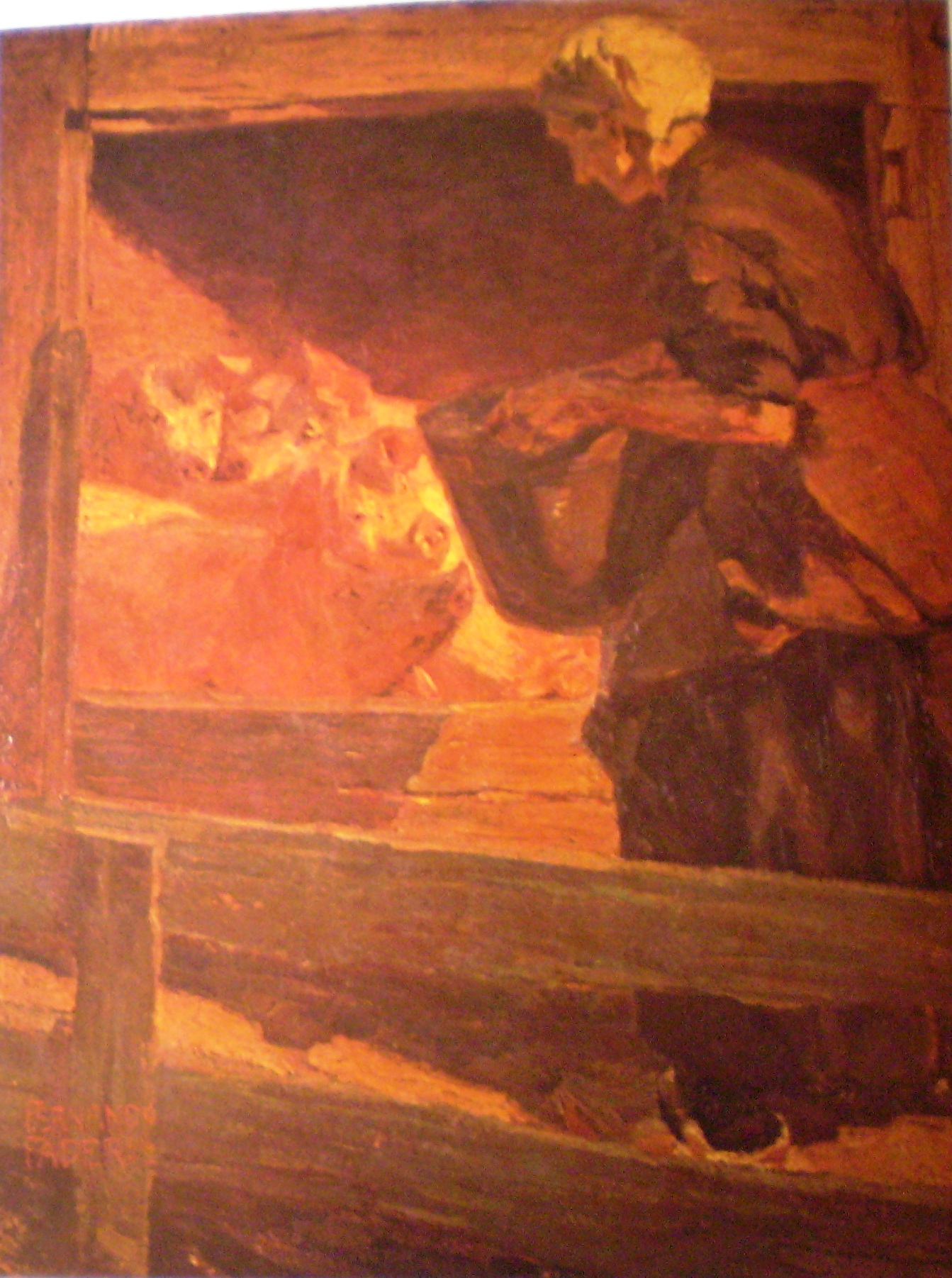
Корито, 1904 Фернандо Федер
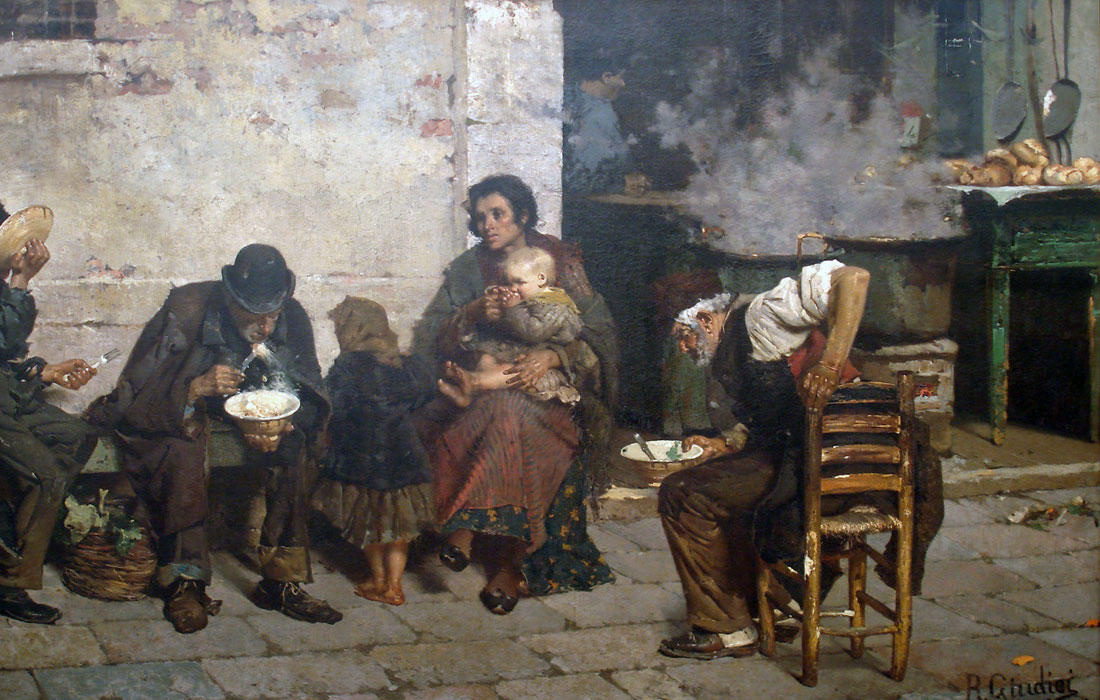
Бідняцька їжа, 1884 Рейнальдо Гуїдічі
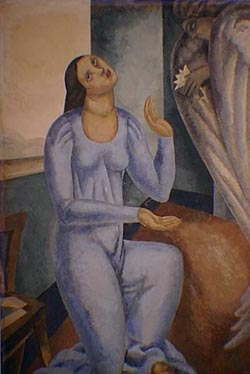
Оголошення, 1928 Альфредо Гуттьєро
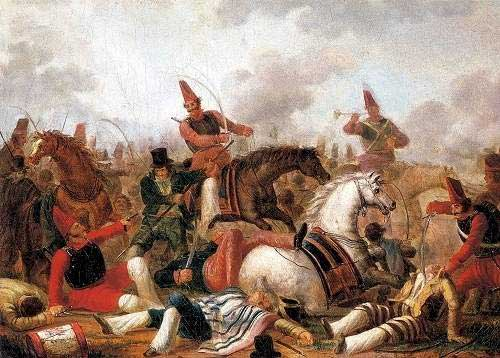
Кавалерійська битва епохи Росаса, 1830 Карлос Морель
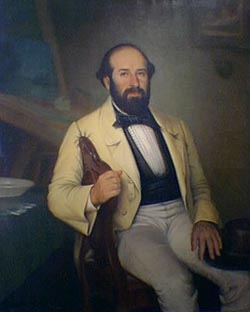
Портрет Сантьяго Кальсаділла, 1859 Прілідіано Пуейрредон
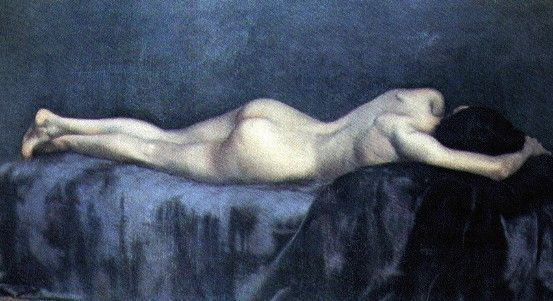
Успіння, 1889 Едуардо Шіаффіно
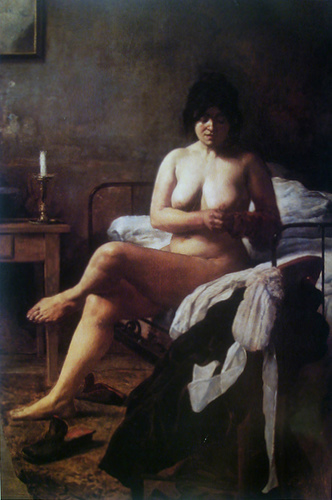
Пробудження Діви, 1887 Едуардо Сіворі

Європейські митці

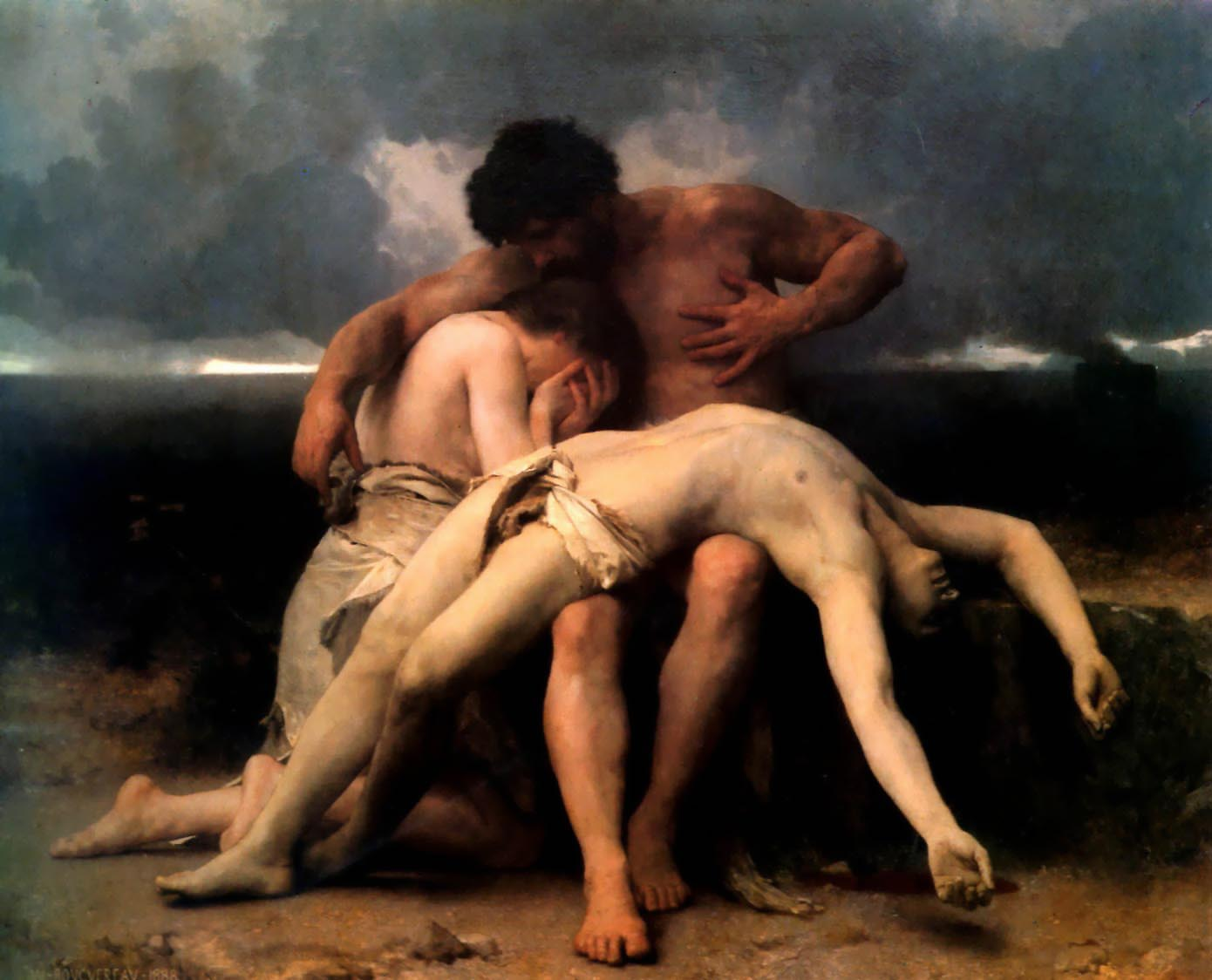
Перший смуток, 1888 Адольф Вільям Бугро
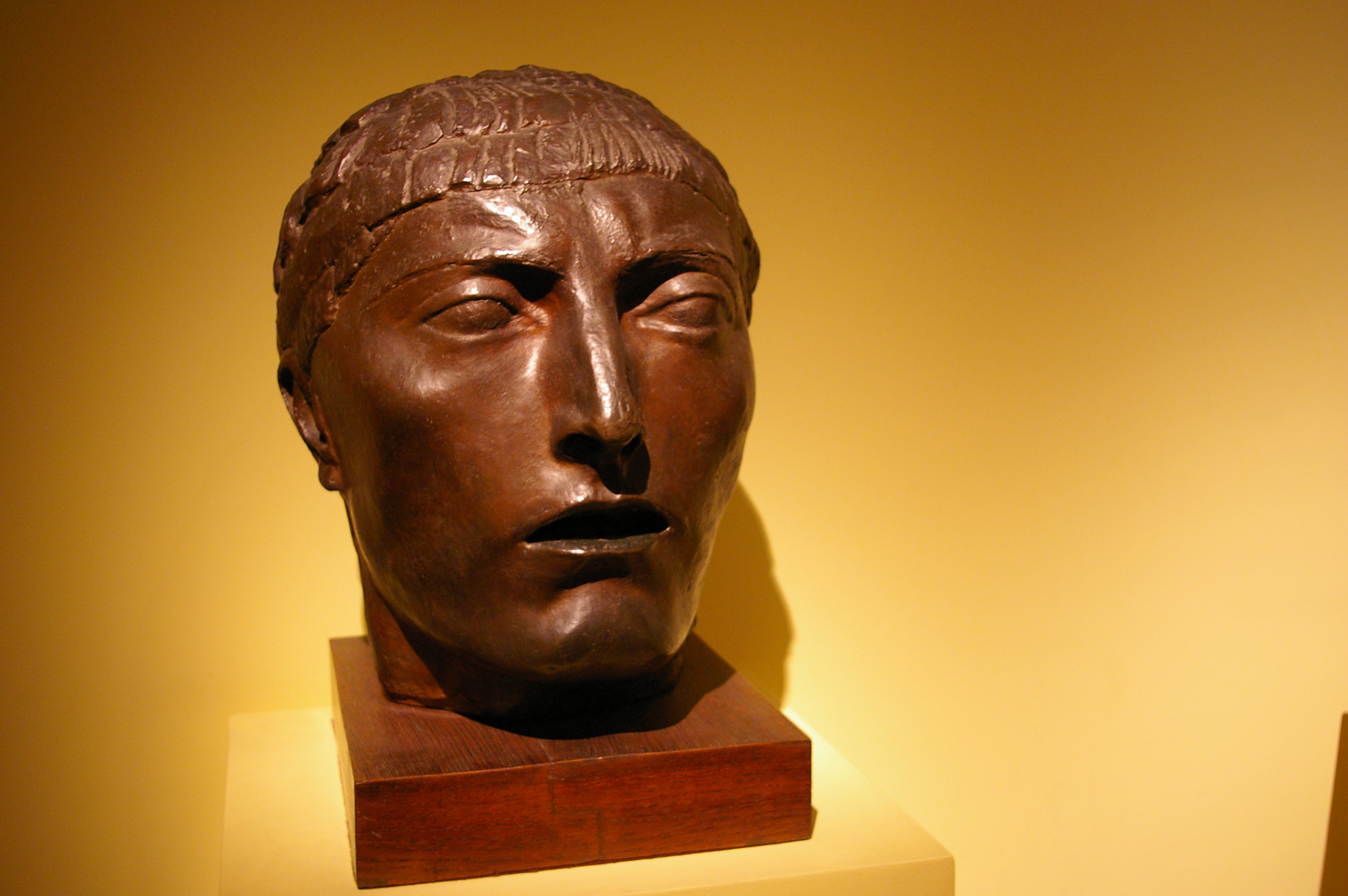
Красномовство, 1917 Антуан Бурдель, голова алегоричної статуї до монумента генерала Альвеара
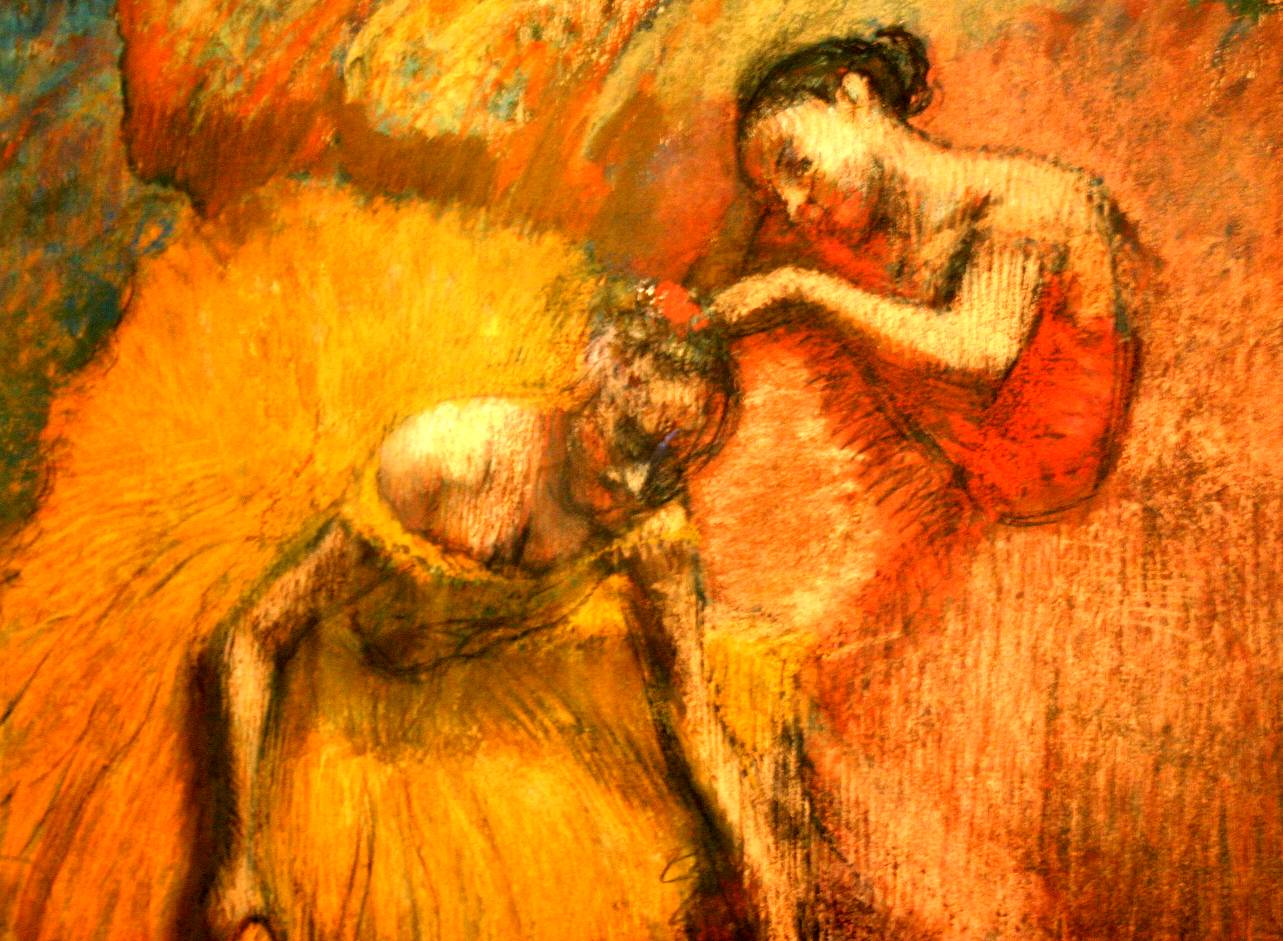
Два танцівниці у червоному та жовтому, 1898 Едгар Дега
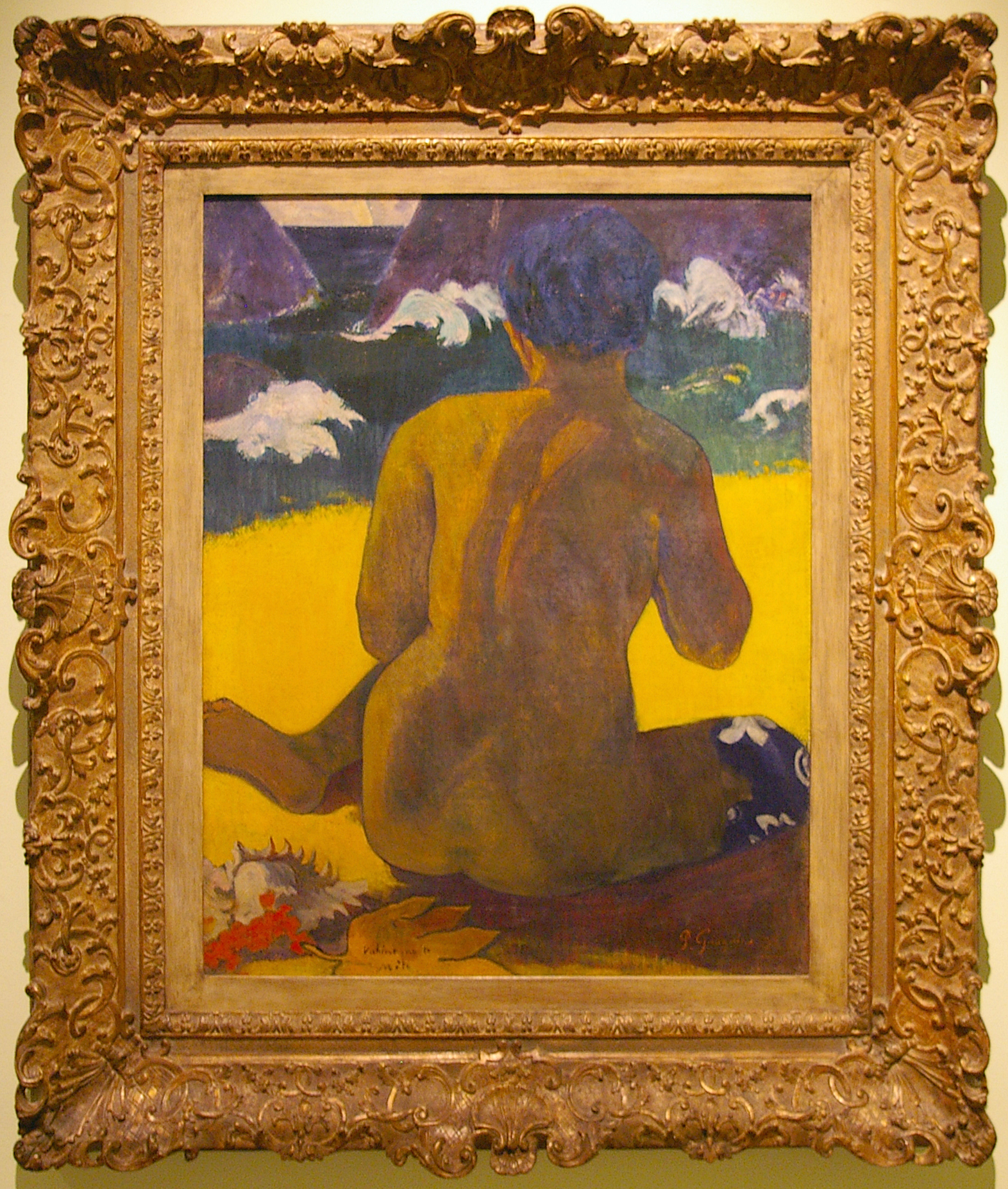
Жінка біля моря, 1892 Поль Гоген
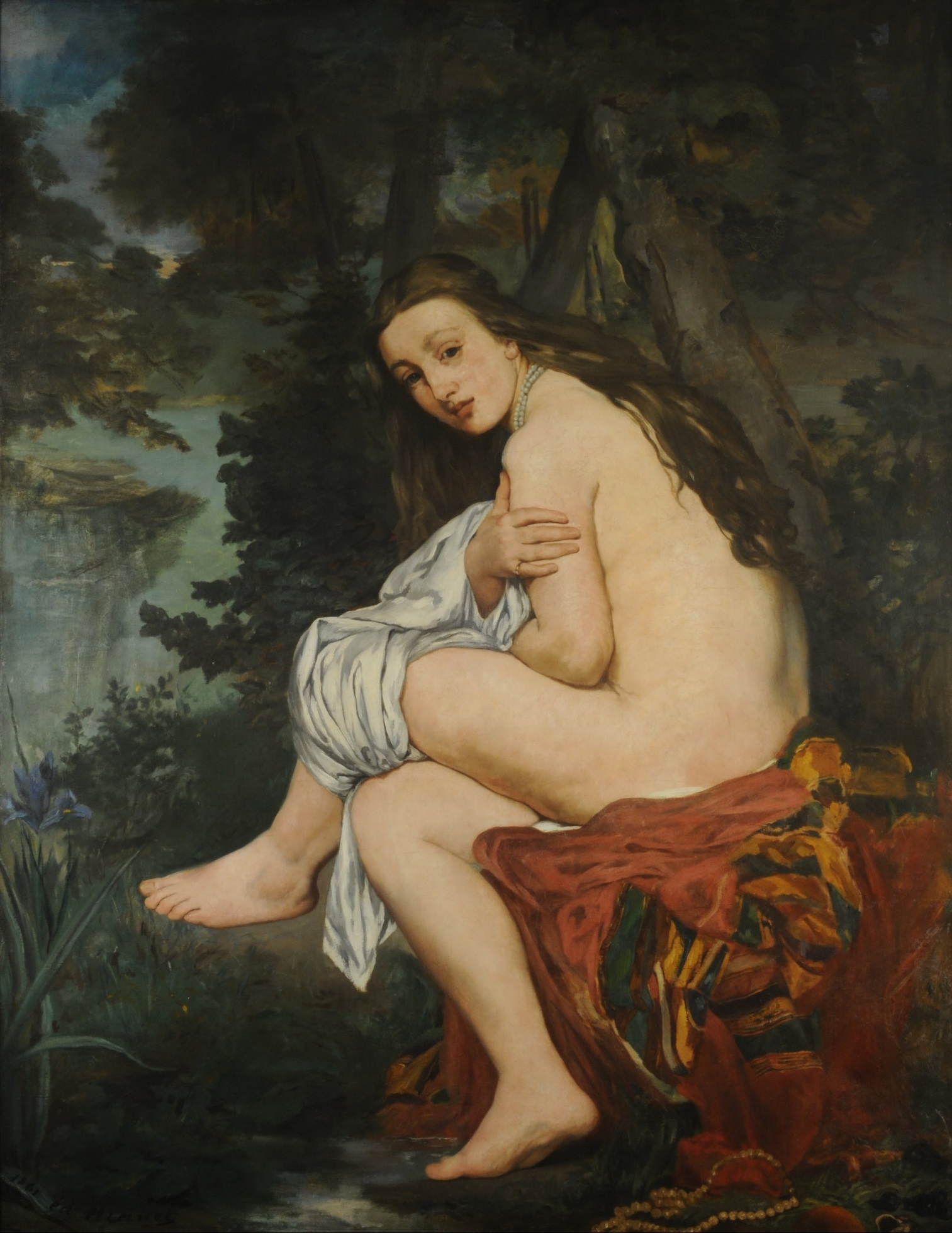
Вражена німфа, 1861 Едуард Мане
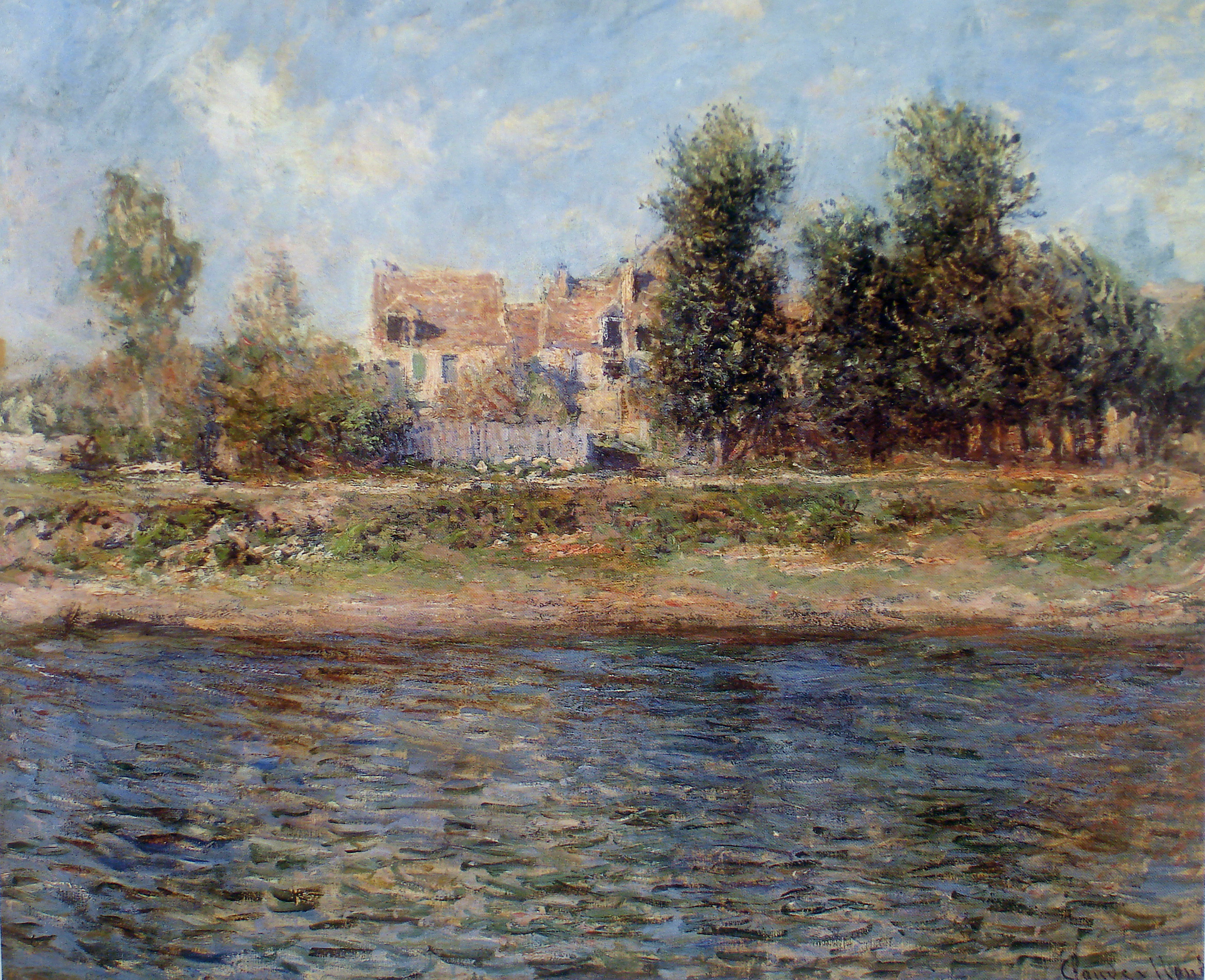
Береги Сени, 1880 Клод Моне
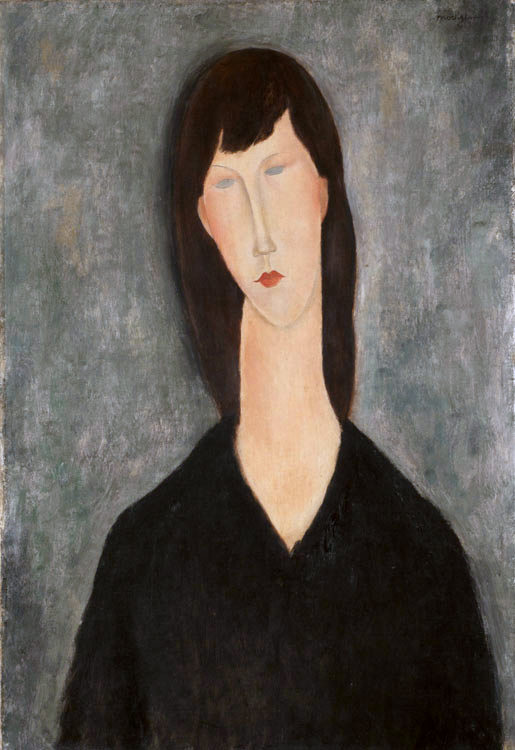
Бюст жінки, 1918 Амадео Модільяні
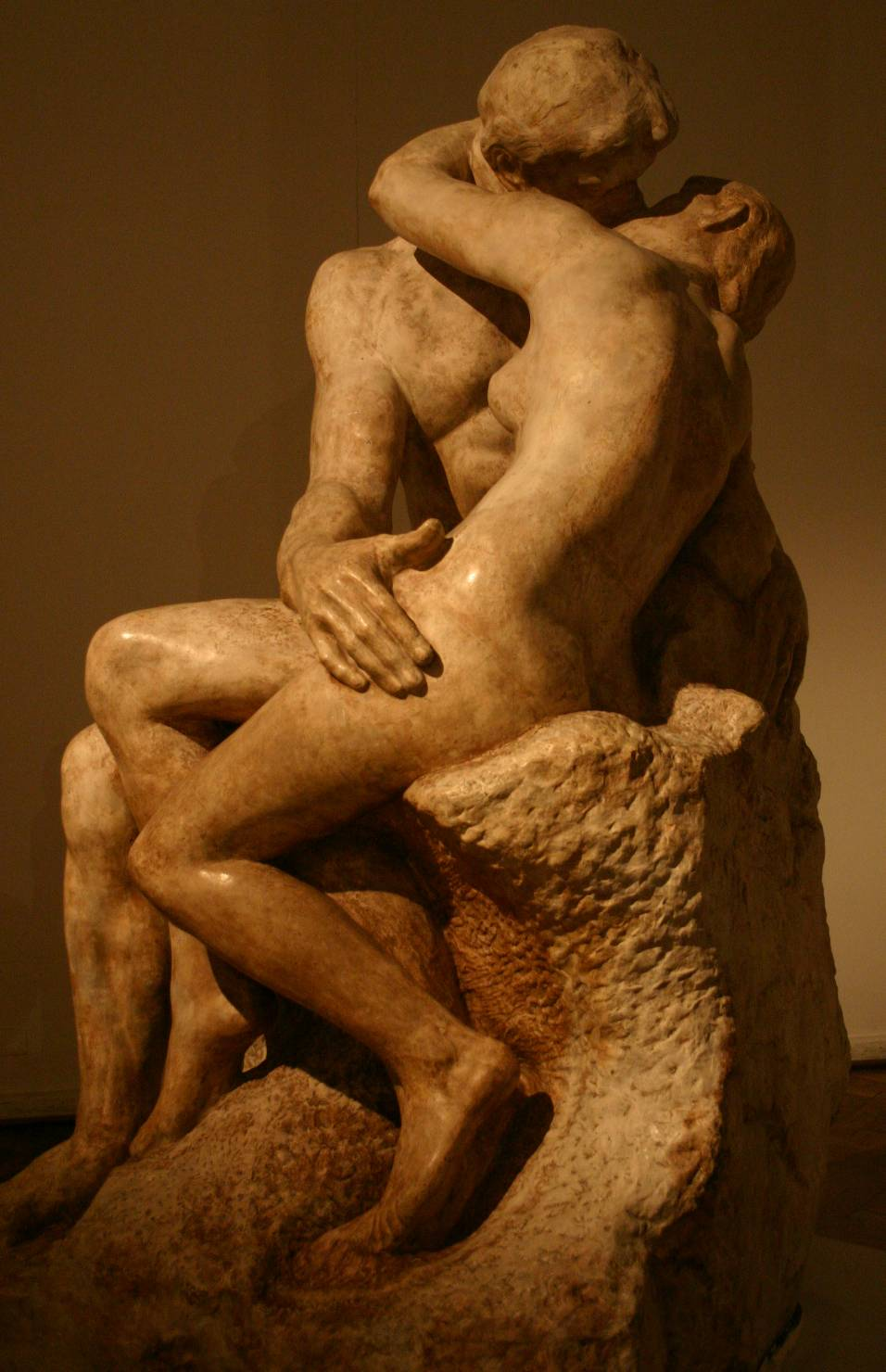
Поцілунок, 1886 Роден
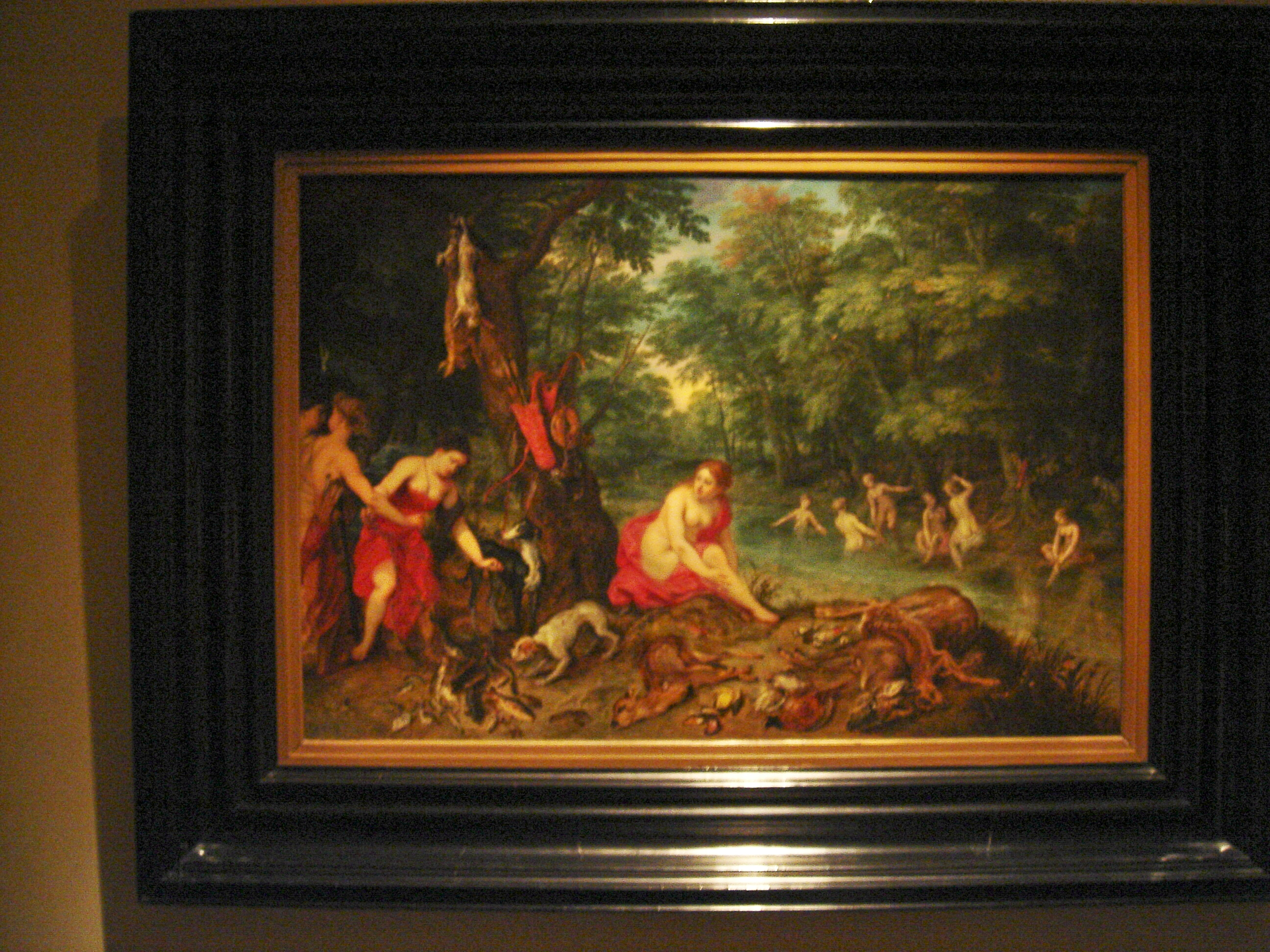
Купання німф, 1600 Гендрік ван Бален старший та Ян Брейгель старший
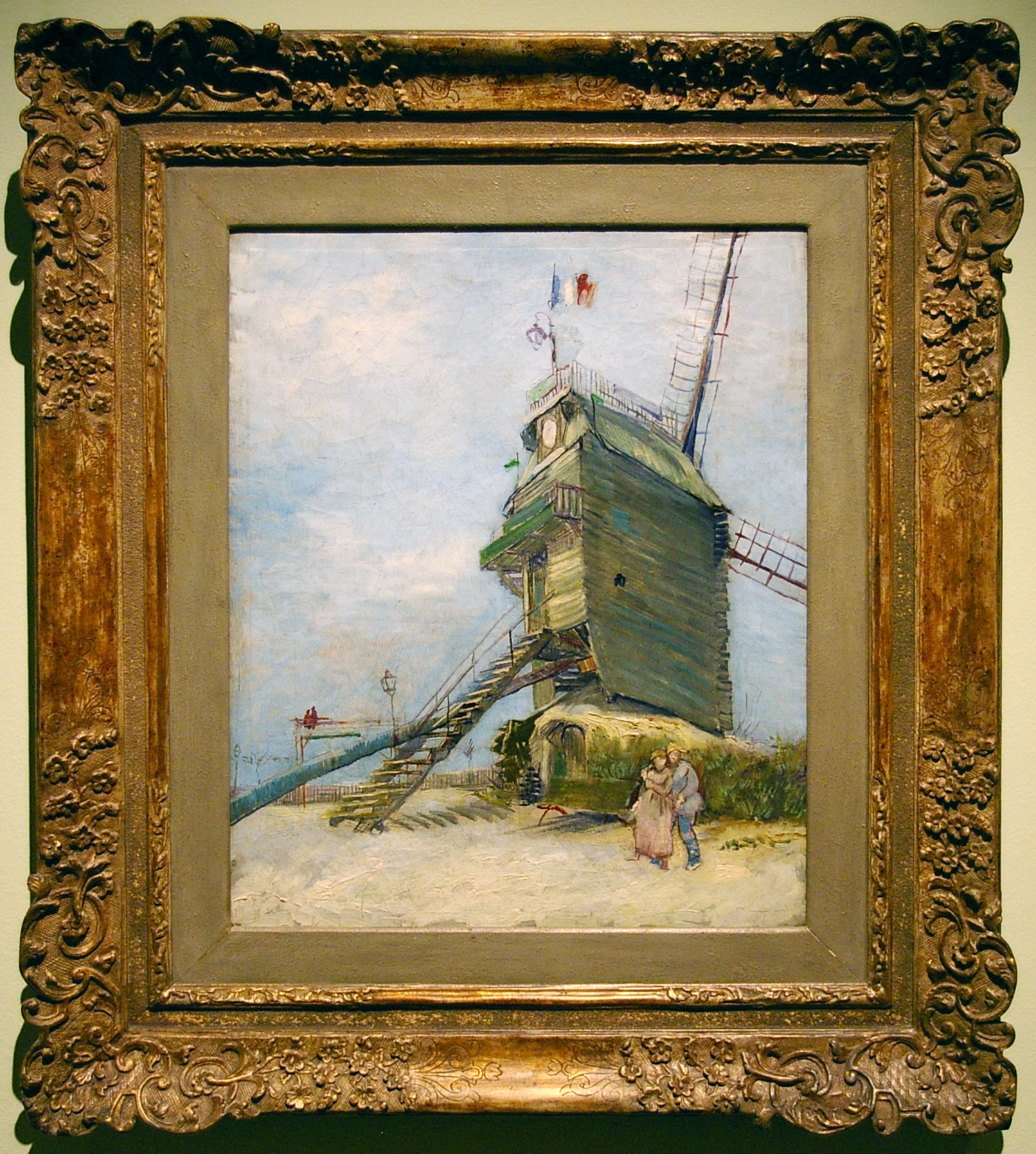
Млин у ла-Галетт, 1886 Вінсент ван Гог